# Longrita whaleback
Longrita whaleback är en spindelart som beskrevs av Norman I. Platnick 2002. Longrita whaleback ingår i släktet Longrita och familjen Trochanteriidae. Inga underarter finns listade i Catalogue of Life.